# Феоры, или Истмийские состязания
«Феоры, или Истмийские состязания» — пьеса древнегреческого драматурга Эсхила (первая половина V века до н. э.) в жанре сатировской драмы на тему мифов о боге виноделия Дионисе. Её текст почти полностью утрачен.

## Сюжет
Действие пьесы происходит в Коринфе. Местный царь Сизиф организовал общегреческие Истмийские игры в честь Посейдона и Меликерта. Чтобы попасть на эти состязания, группа сатиров во главе с Силеном сбежала от Диониса и выдала себя за феоров (священных послов). Бог настиг их перед коринфским храмом Посейдона, куда они пришли, чтобы пожертвовать богу свои изображения («лики сверх-искусные»), приколотив их прямо к стене. Там и разворачивается основное действие с участием Сизифа.

## Судьба пьесы
Неизвестно, в состав какой тетралогии Эсхил включил эту свою сатировскую драму. Исследователи причисляют «Феоров» к условному циклу «Драмы о старших героях» наряду с «Афамантом», «Сизифом-беглецом», «Сизифом-камнекатом», «Перребиянками», «Иксионом», «Ниобой», «Аталантой» и др. Текст пьесы почти полностью утрачен. Сохранились только два фрагмента (один в несколько десятков строк, другой всего в одну строку), в которых содержатся пререкания Диониса с сатирами и, возможно, с Сизифом.